# いっしょにとれーにんぐ
『いっしょにとれーにんぐ TRAINING WITH HINAKO』（いっしょにとれーにんぐ トレーニング・ウィズ・ひなこ）は、2009年4月24日にプリマステアより発売された日本のOVAである。
また、2010年2月11日には第2弾『いっしょにすりーぴんぐ SLEEPING WITH HINAKO』が、同年12月24日には第3弾『いっしょにとれーにんぐ026（おふろ） BATHTIME WITH HINAKO & HIYOKO』が発売された。

## 概要
「快眠&目覚まし用アニメーション」と題したOVA。初心者向けの基礎的な筋力トレーニングのエクササイズを収録する。同種の指導用教材は大半が実写で制作されているのに対し、本作はアニメーションで全編が制作されている。また、逞しい肉体の男性がモデルとされることの多い既成概念にあえて逆らう形で、美少女キャラクターをモデルに起用しているのが特徴である。

### 収録エクササイズ
- 腹筋
- 腕立て伏せ
- スクワット

### 特典映像
- 深夜の空腹時用映像

## 登場人物
ひなこ
声 - 諸事情のため非公表
16歳。身長153cm・体重48kg。茶髪を二つ結びにした美少女。運動とアニメが大好き。
元々は実世界の住人であったが、中学2年の時にアニメキャラ化され、「主人公の友達」などの端役を演じている。『バードセイバーとりまも』に出演。
以下はエンディングに登場する特撮モノ『バードセイバーとりまも』に出演。
ひよこ
とりまも隊長。12歳。肩に変なマスコットを乗せている。子ども扱いされることが嫌い。第3弾で本編に登場。
ことり
とりまもの主人公。15歳。飼われている鳥を逃がすことが癖。
つばさ
とりまものお姉さん的存在。17歳。

## スタッフ
- 監督 - 鈴木行
- 企画・脚本・プロデュース - 中川宗成
- キャラクターデザイン - アミサキリョウコ
- 美術監督 - 土師勝弘
- 音楽 - 来兎（リサレコ）
- 編集 - 田村ゆり
- 音響制作 - ダックスプロダクション
- アニメーション制作 - スタジオ雲雀
- 製作 - プリマステア

## 関連作品

### 携帯漫画
2009年11月20日以降、コミックi、パニック7モバイルなどの携帯書店で『いっしょにとれーにんぐ けーたいまんが』が配信。作画は冬凪れく。

### 書籍
- 『もっといっしょにとれーにんぐ ひなこのほん』 白夜書房、2009年11月20日発売、ISBN 978-4-86191-575-8

### アンドロイドアプリ
2010年8月6日にAndroid用アプリ『いっしょにとれーにんぐ for Android』を発売。2011年5月31日にAndroid用アプリ『いっしょにすりーぴんぐ for Android』を発売。この他にいっしょにとれーにんぐを元にしたパズルゲーム『いっしょにパズル』が発売されている。

## いっしょにすりーぴんぐ
『いっしょに』シリーズ第2弾。快眠&目覚まし用アニメーション。2010年2月11日に、DVDとBDで同時発売された。主人公は第1弾同様ひなこで、全編が寝姿のシーンや夢のシーンで構成されている。ベース映像は約49分であるが、個別のチャプターを組み合わせていくカスタマイズ再生や、約6時間から8時間の組み合わせとなるプリセット映像により、睡眠時間に合わせた長時間の再生を行えることが特徴。

### スタッフ（いっしょにすりーぴんぐ）
- 監督 - 木村真一郎
- 編集 - 森田清次、大野雄一

他、『いっしょにとれーにんぐ』と同スタッフ。

## いっしょにとれーにんぐ026
『いっしょに』シリーズ第3弾。お風呂での鑑賞を想定した、お風呂用アニメーション。2010年12月24日に、DVD+microSD版とDVD版が発売された。今回はひなこだけでなく、ひよこも本編に登場する。

### 収録エクササイズ（いっしょにとれーにんぐ026）
- とれーにんぐその1 お風呂で肩と腰に効く腕伸ばし
- とれーにんぐその2 お風呂で姿勢をよくする胸開き
- とれーにんぐその3 お風呂でお腹の引きしめ水中腹筋
- とれーにんぐその4 お風呂でむくみを解消ボディツイスト
- 脚腰すっきり 柔軟体操
- 腰痛予防 膝抱え
- 肩こり解消 ネックツイスト
- 深呼吸

### スタッフ（いっしょにとれーにんぐ026）
- 企画・脚本・プロデューサー - 中川宗成
- キャラクターデザイン - アミサキリョウコ
- 作画監督 - 杉本功
- 美術監督 - 土師勝弘
- 色彩設計 - 加口大朗
- 撮影監督 - 芹澤直樹
- 絵コンテ・演出 - 木村真一郎
- 編集 - 篤宗咲枝、森田清次
- 音楽 - 来兎（リサレコ）
- アニメーション制作 - スタジオ雲雀
- 監督・音響演出 - 木村真一郎
- 製作 - プリマステア

### 主題歌
エンディングテーマ「0262816（おふろにはいろー）」
作詞 - 中川宗成 / 作曲 - リサレコ / 編曲 - 来兎 / 唄 - ひなことひよこ

### 備考
- バンダイチャンネルにも配信されている[4][5]。